# 桑奇德里安
桑奇德里安，是西班牙卡斯蒂利亚-莱昂阿维拉省的一个市镇。总面积27平方公里，总人口758人（2001年），人口密度28人/平方公里。